# Juristi
Právnický akademický spolek Juristi je nevládní, nezisková, právnická akademická organizace, založená v roce 2007 studenty Právnické fakulty Univerzity Karlovy, Západočeské univerzity, Vysoké školy ekonomické, Policejní akademie ČR a Filosofické fakulty Univerzity Karlovy.
Posláním spolku je rozvoj akademických aktivit právního směru, vzdělanosti, zkušeností a spolupráce vysokoškolských studentů, úsilí o dodržování lidských práv a rovných příležitostí pro handicapované a sociálně slabé spoluobčany či diskriminované skupiny.

## Projekty
Společným rysem většiny projektů Juristů je prolnutí současné povahy studia práva s klinickou formou vzdělávání – aplikovanou praxí pro všechny oblasti působení a potřebných vlastností juristů včetně služeb neprávní veřejnosti a podpory sociálně slabých a hendikepovaných skupin obyvatel ČR.
Současnými realizovanými či připravovanými projekty Juristů jsou Moot Court Competition, První právní pomoc, Centrum medicínského práva, Audioskripta, Juristika, Člověk a zvíře v zajetí...

### Moot Court Competition
Moot Court Competition je soutěž v simulovaném soudním procesu pod záštitou Soudcovské unie ČR, která probíhá na právnických fakultách v ČR. Jedná se o jednu z forem klinického vzdělávání pregraduálních studentů práva, kteří mají možnost v oborech práva trestního, pracovního, občanského i dalších vyzkoušet si v praxi své teoretické znalosti, a to v roli jedné ze sporných stran proti ostatním týmům řešením reálné soudní kauzy.

### První Právní Pomoc
První Právní Pomoc je další formou klinického vzdělávání realizovaný pod záštitou europoslankyně MUDr. Zuzany Roithové, MBA. Zahrnuje projekt nesoustavné a bezúplatné studentské právní pomoci sociálně slabším spoluobčanům a komentáře k potřebným otázkám právní problematiky včetně rad pro spotřebitele on-line s deklarací nezávazné formy.

### Centrum medicínského práva
Centrum medicínského práva: je společný projekt studentů a absolventů práva a medicíny s cílem poskytovat veřejnosti komplexní služby v oblasti tohoto nového právního odvětví. Centrum medicínského práva, rovněž pod záštitou europoslankyně MUDr. Zuzany Roithové, MBA, zahrnuje právní a zdravotnickou poradnu on-line, aktualizaci novinek medicínské a právní problematiky, poskytování komentářů k aktuálním kauzám a potřebné zákony i judikaturu ke stažení.

### Audioskripta
Audioskripta je projekt plánovaný ve spolupráci s Českou národní agenturou pro podporu nevidomých studentů práva, právníků a široké veřejnosti se zájmem o právní obor. Cílem projektu je vytvoření zvukové verze právnických skript i dalších souvisejících textů po předchozím odborném vyškolení studentů práva v zásadách správné artikulace a rétoriky, tolik potřebné při samotné právní praxi a profesionálním vystupování. Zvuková podoba textů se posléze stane součástí specializovaných i veřejných knihoven v ČR.

### Juristika
Juristika, aneb juristická turistika, je cestovatelský projekt Juristů se zájmem o obecný nadhled a hlubší znalost zahraniční z více úhlů. Odysea pojí studenty různých zájmů a studijních oborů společnými zahraničními expedicemi, získáváním komplexních poznatků o cizích zemích, jejich úrovni z hlediska práva, kultury, politiky, náboženství, geografie., přičemž z jednotlivých výprav budou zpracovávány veškeré materiály do ucelené didaktivní formy a prezentovány na webových stránkách, tištěných publikacích, v médiích či v rámci cyklu přednášek a seminářů. V létě 2008 se uskutečnila výprava studentů práva, sociologie, historie, geologie, geografie a filosofie do Íránu.